# Nie spać / Bisz bosz
Nie spać / Bisz bosz – singel zespołu Voo Voo promujący płytę Rapatapa-to-ja.

## Lista utworów i wykonawcy
| 1. | "Nie spać"                           | 4:59  |
|    |                                      |       |
| 2. | "Bisz bosz"                          | 5:43  |
|    | - muzyka i słowa: Wojciech Waglewski |       |
| 3. | Dżingiel (Brzmienie EB)              | 0:42  |
|    |                                      |       |
|    |                                      | 11:24 |
|    |                                      |       |
- Produkcja: Wojciech Waglewski; Wojciech Przybylski
- Premiera handlowa Rapatapa-to-ja - 14 listopada 1995